# Aix-en-Othe
Aix-en-Othe là một xã ở tỉnh Aube, thuộc vùng Grand Est ở phía bắc miền trung nước Pháp. It is the seat of the canton of Aix-en-Othe.

## Dân số
| Năm | 1962 | 1968 | 1975 | 1982 | 1990 | 1999 |
| --- | ---- | ---- | ---- | ---- | ---- | ---- |
| Dân số | 1954 | 2112 | 2313 | 2349 | 2260 | 2131 |
| From the year 1962 on: No double counting—residents of multiple communes (e.g. students and military personnel) are counted only once. |      |      |      |      |      |      |

## Thành phố kết nghĩa
Neresheim, Baden-Württemberg, Đức.